# Зайтинген-Оберфлахт

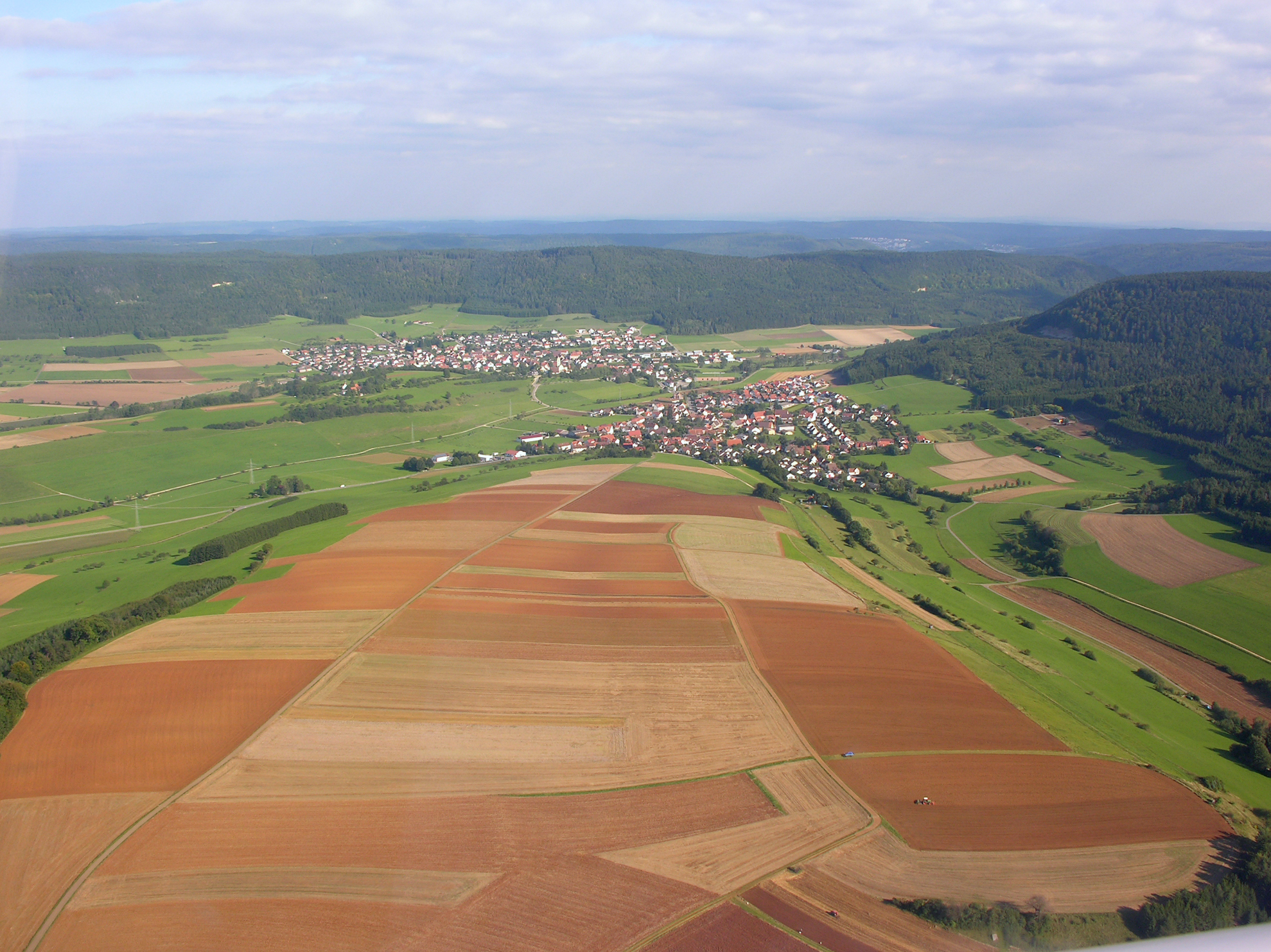
Зайтинген-Оберфлахт

Зайтинген-Оберфлахт (нем. Seitingen-Oberflacht) — коммуна в Германии, в земле Баден-Вюртемберг.
Подчиняется административному округу Фрайбург. Входит в состав района Тутлинген. Население составляет 2325 человек (на 31 декабря 2010 года). Занимает площадь 19,66 км².